# Leskea umbrosa
Leskea umbrosa là một loài Rêu trong họ Leskeaceae. Loài này được Mitt. mô tả khoa học đầu tiên năm 1859.